# Kurt Van De Wouwer

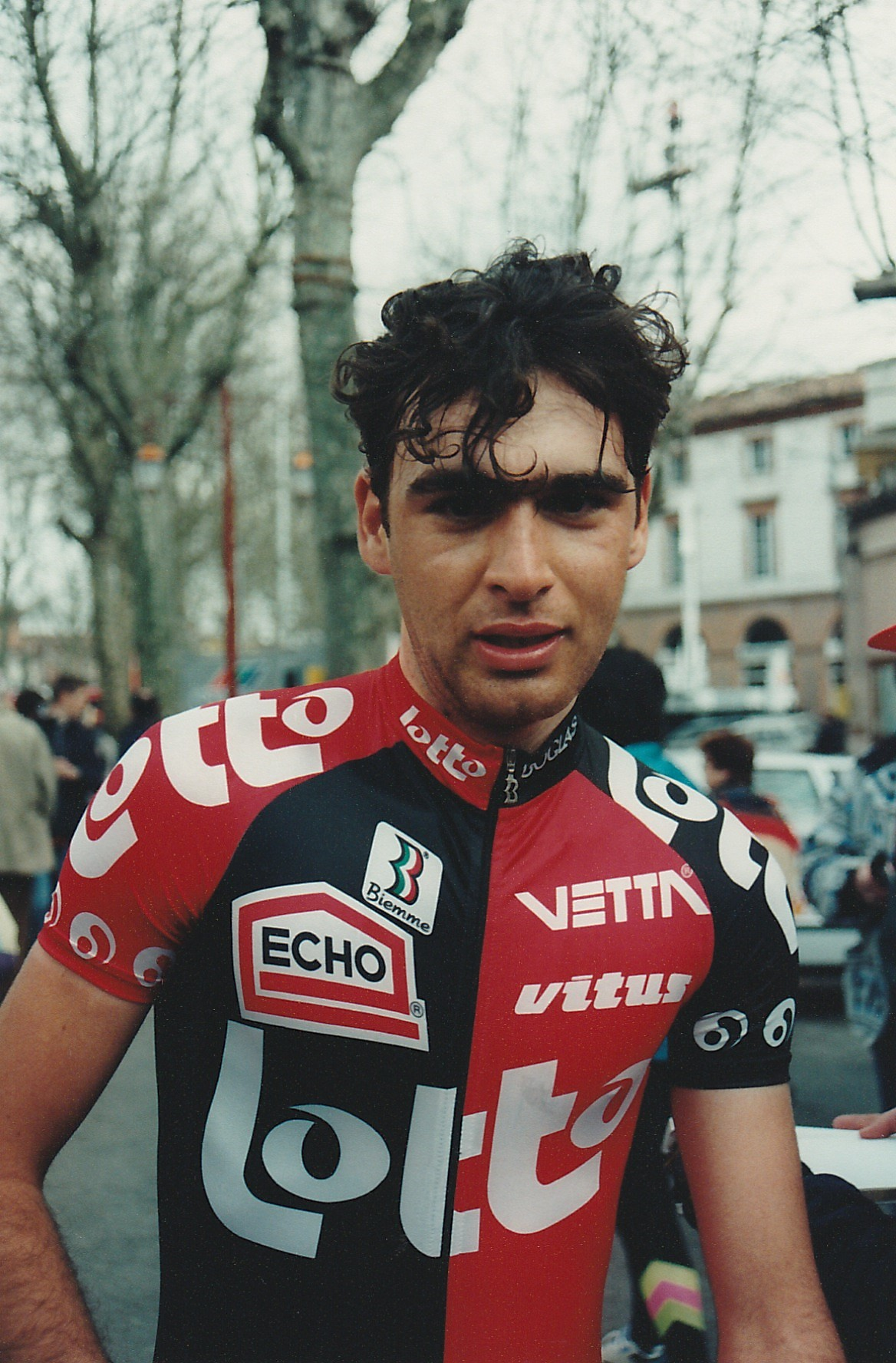
Kurt Van De Wouwer

Kurt Van De Wouwer (* 24. September 1971 in Herentals) ist ein ehemaliger belgischer Radrennfahrer.
Van De Wouwer begann seine Profikarriere 1994 bei Lotto, nachdem er dort im Vorjahr als Stagiaire fuhr. 2002 gewann er den Prolog und eine Etappe des Hofbräu Cup. 1998 fuhr er mit dem Lotto-Team seine erste von fünf Tour de France. Sein bestes Ergebnis war dabei der elfte Platz bei der Tour 1999. 2001 wurde er bei Rund um den Henninger-Turm Dritter hinter Markus Zberg und Davide Rebellin.
Ende 2006 beendete Van De Wouwer seine Karriere als Radprofi und wurde Sportlicher Leiter beim Team Davo.

## Teams
- 1994–1996 Lotto
- 1997 Vlaanderen 2002-Eddy Merckx
- 1998–2002 Lotto
- 2003 Quick Step-Davitamon
- 2004–2005 MrBookmaker.com
- 2006 Unibet.com